# Aprostocetus megameli
Aprostocetus megameli is een vliesvleugelig insect uit de familie Eulophidae. De wetenschappelijke naam is voor het eerst geldig gepubliceerd in 1940 door Fullaway.